# Wolfhurst (Ohio)
Wolfhurst es un lugar designado por el censo ubicado en el condado de Belmont en el estado estadounidense de Ohio. En el Censo de 2010 tenía una población de 1239 habitantes y una densidad poblacional de 951,05 personas por km².

## Geografía
Wolfhurst se encuentra ubicado en las coordenadas 40°4′8″N 80°46′51″O / 40.06889, -80.78083. Según la Oficina del Censo de los Estados Unidos, Wolfhurst tiene una superficie total de 1.3 km², de la cual 1.26 km² corresponden a tierra firme y (3.38%) 0.04 km² es agua.

## Demografía
Según el censo de 2010, había 1239 personas residiendo en Wolfhurst. La densidad de población era de 951,05 hab./km². De los 1239 habitantes, Wolfhurst estaba compuesto por el 94.19% blancos, el 3.47% eran afroamericanos, el 0% eran amerindios, el 0.4% eran asiáticos, el 0% eran isleños del Pacífico, el 0% eran de otras razas y el 1.94% pertenecían a dos o más razas. Del total de la población el 0.24% eran hispanos o latinos de cualquier raza.